# Epíteto animal

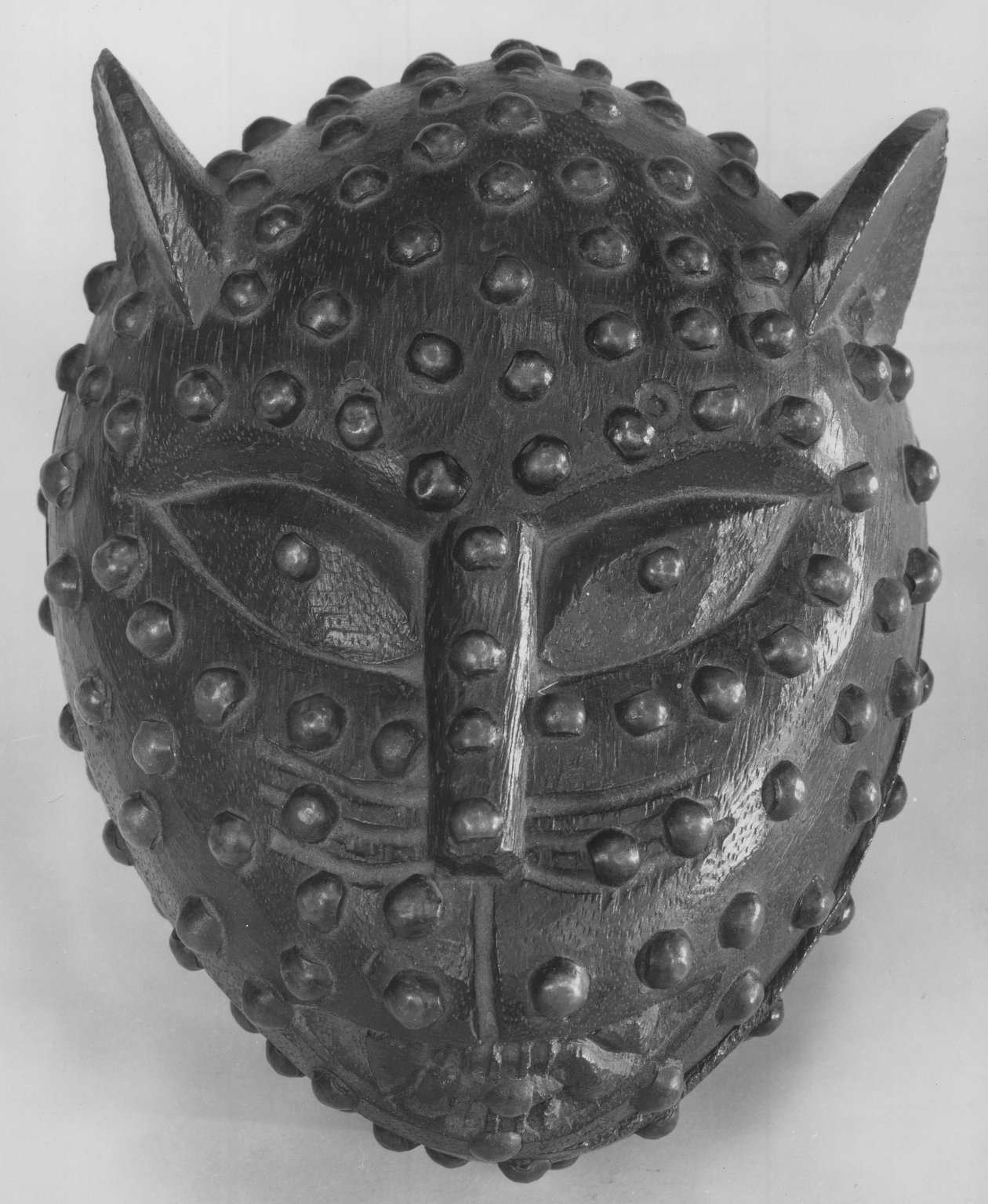
El Leopard's Head box, del, era una caja de madera con etiquetas metálicas utilizada para contener nueces de cola en la corte real de Benín, donde el leopardo era un epíteto para una persona poderosa

Un epíteto animal es un término o nombre propio utilizado para etiquetar a una persona o grupo, asociado con alguna cualidad percibida de un animal. Los epítetos pueden formularse como símiles, comparando explícitamente a las personas con el animal nombrado, ejemplo de ello sería "él es tan astuto como un zorro", o como metáforas, nombrando directamente a las personas como animales, como en "él es un astuto [zorro]". Los epítetos animales pueden ser peyorativos, de carácter negativo, o positivos, indicando elogio.
Los símiles y metáforas animales han sido utilizados desde la antigüedad clásica, por ejemplo por Homero y Virgilio, para aumentar los efectos en la literatura y resumir conceptos complejos de manera concisa.
Los apellidos que nombran animales se encuentran en diferentes países. Pueden ser metonímicos, nombrando la profesión de una persona, generalmente en la Edad Media; toponímicos, nombrando el lugar donde vivía una persona; o apodos, comparando favorable o desfavorablemente a la persona con el animal nombrado.

## Historia
En las culturas de la antigua Grecia y la antigua Roma, los estereotipos animales crecieron hasta que, en la época de Virgilio, los epítetos animales podían aplicarse a cualquier cosa, desde un concepto abstracto como el amor o el miedo, hasta toda una civilización. Un autor podía usar el nombre de un animal para enfatizar un tema o para proporcionar una visión general de un relato épico complejo. Por ejemplo, Homero utiliza símiles animales en la Ilíada y la Odisea, donde el león simboliza cualidades como la valentía. Esto lleva al símil del león al final de la Odisea, donde en el Libro 22 Odiseo mata a todos los pretendientes de Penélope. En la Ilíada, Homero compara a los troyanos con saltamontes estridulantes, lo que el clasicista Gordon Lindsay Campbell cree que implica que hacen mucho ruido pero son más débiles y menos decididos de lo que piensan. En la Eneida, Libro 4, Virgilio compara el mundo de Dido, reina de Cartago, con una colonia de hormigas. Campbell argumenta que el pueblo de Dido es trabajador, fuerte, fiel sin fallas, organizado y autocontrolado: justo el tipo de mundo que el héroe Eneas quisiera crear. Pero, Campbell argumenta, el símil también sugiere que la civilización de Cartago es frágil e insignificante, y podría ser fácilmente destruida.

## Insulto

### Peyorativo: Política
Epítetos animales pueden ser peyorativos, de hecho, en algunas culturas son altamente ofensivos. A veces se utilizan epítetos en campañas políticas; en 1890, el sindicalista Chummy Fleming marchó con un grupo de desempleados por las calles de Melbourne, mostrando una pancarta con el mensaje "Alimentaos de nuestra carne y sangre, hienas capitalistas: es vuestro festín fúnebre". Del otro lado de la división ideológica, el gobierno cubano describió al revolucionario Che Guevara como una "rata comunista" en 1958. Los epítetos no se limitan a mamíferos; por ejemplo, comparar a alguien con un caracol significa que son (extremadamente) lentos, mientras que llamarlos babosa implica que son perezosos y repugnantes. Rana es peyorativo para los franceses en inglés, debido al consumo de patas de rana en la cocina francesa.

### Tabús
Edmund Leach argumentó en un clásico artículo de 1964 que los epítetos animales son insultantes cuando el animal en cuestión es tabú, lo que hace que su nombre sea adecuado para ser utilizado como una obscenidad. Por ejemplo, Leach sostiene que llamar a una persona "hijo de puta" o "cerdo" significa que "el nombre del animal mismo se le atribuye potencia".
En 1976, John Halverson argumentó que el argumento de Leach sobre los tabúes era "espurio" y que su "clasificación de animales en términos de 'distancia social' y comestibilidad es inconsistente en sí misma y no corresponde ni a la realidad ni al esquema de distancia social y sexualidad humana que se pretende paralelo". Halverson disputó la asociación de epítetos animales con la potencia, señalando que llamar a una persona tímida "ratón", o a una persona que no enfrenta la realidad "avestruz", o a una persona tonta "ganso", no significa que estos nombres sean potentes, tabúes o sagrados.
Timothy Jay argumenta, citando a Leach, que el uso de epítetos animales como insultos se debe en parte a los tabúes sobre comer mascotas o animales salvajes poco familiares, y en parte a nuestros estereotipos sobre los hábitos de los animales, como que los cerdos en la cultura popular "son sucios, gordos y comen suciedad". Jay cita además la visión de Sigmund Freud de que las obscenidades que nombran animales, como vaca, gallo, perro, cerdo y perra, obtienen su poder al reducir a las personas a animales.

## Metáforas y similes
El uso de metáforas de la zoología, como referirse a los políticos como ratas o hienas, es lo que la investigadora lingüística Aida Sakalauskaite llama "zoometaforas" y Grzegorz A. Kleparski llama "zoosemia", el uso de metáforas de la zoología. En cada uno de tres idiomas diferentes, inglés, alemán y lituano, las categorías de animales más comunes son animales de corral (40% en inglés), Canidae (incluyendo perro y lobo, 6% en inglés), y aves (10% en inglés). Gramaticalmente, la metáfora, como en "zorro astuto", no es la única opción: los hablantes también pueden usar el símil, como en "sordo como un burro". En alemán, el 92% de los epítetos animales son metáforas, el 8% símiles, mientras que en inglés, el 53% son símiles, el 47% metáforas.
Los lingüistas húngaros Katalin Balogné Bérces y Zsuzsa Szamosfalvi encontraron en un estudio preliminar del uso en serbio que los "vocativos animales" más comúnmente utilizados eran, en orden, 1. cerdo, 2. gallina, 3. perro/cachorro, 4. vaca, 5. mono, 6. pollito, 7. rata, 8. pavo, 9. ratón, 10. serpiente, 11. gato/gatito, 12. zorro, 13. cordero, 14. zorra, 15. gusano. De estos, utilizando la clasificación ideada por Sabina Halupka-Resetar y Biljana Radic, el cordero siempre se usaba positivamente; vaca y zorra se referían a la apariencia de una persona; cerdo indicaba los hábitos alimenticios de una persona; llamar a alguien zorro o pavo se relacionaba con su inteligencia, o la falta de ella; y nombres como gato, serpiente, gusano, mono, perro, ratón, pollito, cordero y rata se utilizaban para indicar el carácter de una persona.

## Apellidos
Algunos apellidos ingleses de la Edad Media mencionan animales. Estos tienen diferentes orígenes. Algunos, como Pigg (1066), Hogg (1079) y Hoggard, Hogarth (1279), son metonimias para un porquerizo, mientras que Oxer (1327) denota de manera similar a un boyero y Shepherd (a partir de 1279; también Shepard, Sheppard, etc.) significa, como suena, un pastor de ovejas.
Los apellidos que mencionan animales también pueden ser toponímicos, como los nombres Horscroft, Horsfall, Horsley y Horstead, que denotan personas que provienen de estas aldeas asociadas con caballos. Por otro lado, el apellido Horseman (a partir de 1226) es una metonimia para un jinete, guerrero montado o vendedor de caballos, mientras que los apellidos Horse y Horsnail podrían ser apodos o metonimias para trabajadores con caballos y herradores de caballos, respectivamente.
Algunos apellidos, como Bird, que datan desde 1193 en adelante, con variantes como Byrd y Bride, probablemente son apodos para una persona parecida a un pájaro, aunque también pueden ser metonimias para un cazador de aves; pero Birdwood es toponímico, para una persona que vivía cerca de un bosque lleno de pájaros. Eagle desde 1230 es un apodo del pájaro, mientras que Weasel, Wessel desde 1193, y Stagg desde 1198, son definitivamente apodos de esos animales. No siempre es fácil determinar si un apodo era amigable, humorístico o negativo, pero el apellido Stallion, con variantes Stallan, Stallen y Stallon, (a partir de 1202) es ciertamente peyorativo, significando "un engendrador, un hombre de vida lasciva".
Los apellidos se comportan de manera similar en otros idiomas; por ejemplo, en Francia, los apellidos pueden ser toponímicos, metonímicos o pueden registrar apodos ("sobrenombres"). Poisson (significado pez) es una metonimia para un pescadero o pescador. Loiseau (El pájaro) y Lechat (El gato) son apodos, Lechat indicando ya sea un hombre flexible o un hipócrita, y Loiseau sugiriendo una persona de constitución ligera similar a un pájaro. En Suecia, el apellido Falk (Halcón) es común; se encuentra entre la nobleza sueca desde 1399.